# Museo civico archeologico (Bologna)
Il Museo civico archeologico di Bologna ha sede nel quattrocentesco Palazzo Galvani, in Via dell'Archiginnasio 2, 40124 Bologna, l'antico “Ospedale della Morte”. Inaugurato nel settembre 1881, nasce dalla fusione di due musei: l'Universitario – erede della “Stanza delle Antichità” dell'Accademia delle Scienze fondata da Luigi Ferdinando Marsili (1714) - e il Comunale, arricchitosi della collezione di antichità del pittore Pelagio Palagi (1860) e di numerosissimi reperti provenienti dagli scavi condotti in quegli anni a Bologna e nel suo territorio.
Il Museo Civico Archeologico di Bologna è stato inaugurato il 25 settembre 1881, sotto la direzione del conte archeologo Giovanni Gozzadini.
Il museo si colloca tra le più importanti raccolte archeologiche italiane ed è altamente rappresentativo della storia locale, dalla preistoria all'età romana. La sua collezione di antichità egizie è una delle più importanti d'Europa. Tra il 1972 e il 2012 il Museo ha ospitato oltre 150 mostre ed esposizioni a carattere archeologico e artistico.
Dal 2012 al 2022 il Museo civico archeologico ha fatto parte dell'Istituzione Bologna Musei, sostituita dal Settore Musei Civici Bologna gestiti dal Comune di Bologna.

## Collezioni

### La sezione preistorica
Espone materiali preistorici che vanno dal Paleolitico Inferiore (circa 700.000 anni fa) fino all'età del Bronzo Finale (X secolo a.C.). Il Paleolitico è documentato da strumenti in selce e ftanite: bifacciali, punte, raschiatoi e nuclei; più scarse sono le testimonianze per il Mesolitico (da 11.000 anni fa) ed il Neolitico (4.500-3.000 a.C.). Con l'età del bronzo i rinvenimenti si fanno più frequenti, come testimoniano i numerosi esemplari di recipienti in ceramica, gli strumenti in osso, corno e metallo, rinvenuti, insieme alle forme per la fusione, nei grandi villaggi in pianura della metà del secondo millennio a.C. Completano la sezione i materiali preistorici provenienti da località italiane, europee ed extraeuropee.

### La sezione etrusca

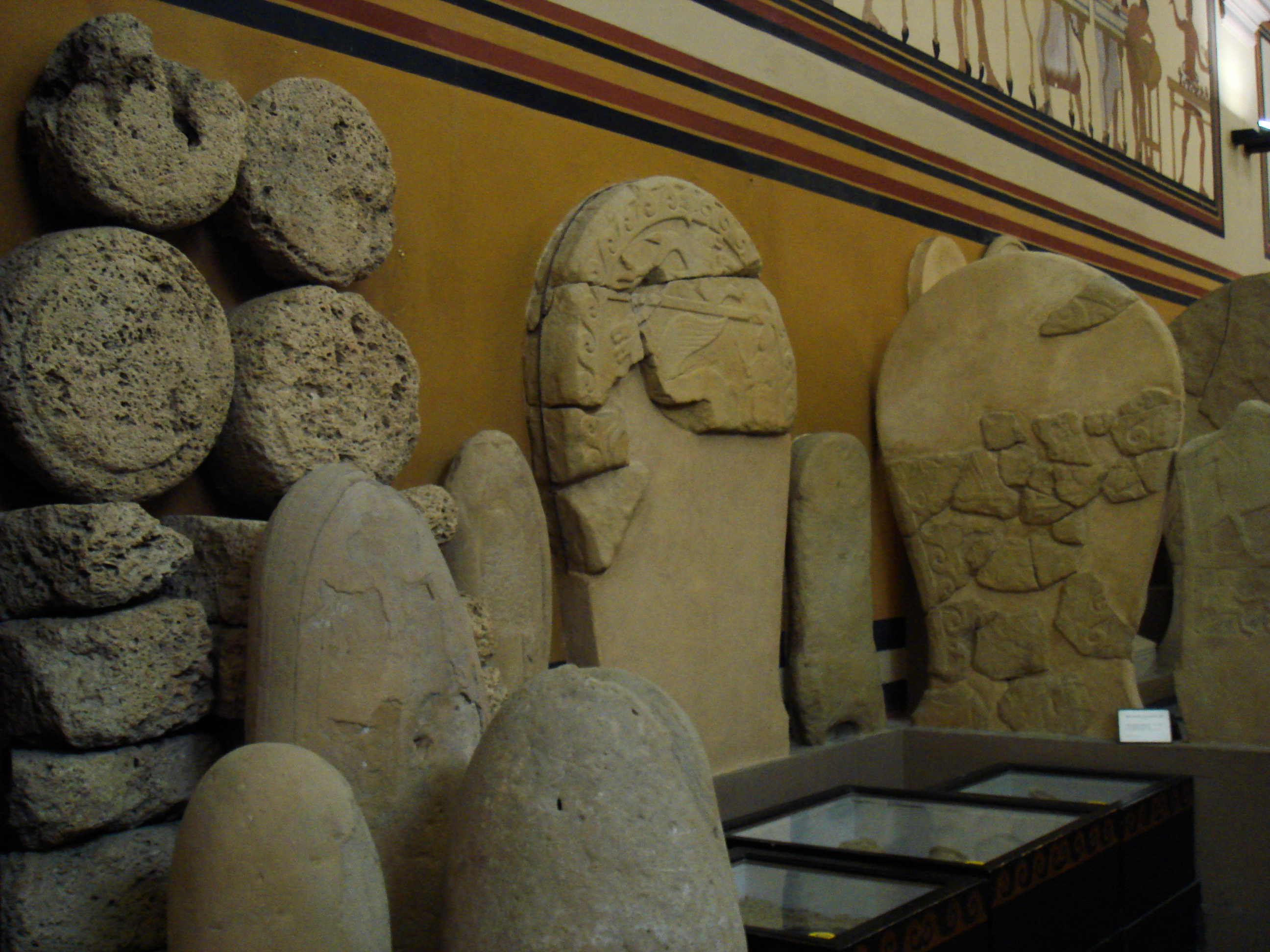
Cippi funerari etruschi

Questa sezione del museo espone i materiali degli scavi effettuati nel XIX secolo e nella prima metà del XX secolo nel territorio bolognese e consente di ricostruire lo sviluppo dell'antico insediamento etrusco dalle origini (IX secolo a.C.) alla fondazione della città di Felsina (l'insediamento bolognese del periodo etrusco) fra la metà del VI ed il V secolo a.C.
Le fasi più antiche della Bologna etrusca (villanoviana e orientalizzante, IX - metà del VI secolo a.C.) sono illustrate da una vasta scelta dei circa 4000 corredi tombali rinvenuti: vasi dalla caratteristica forma biconica (per la deposizione delle ceneri del defunto), oggetti di uso personale e strumenti in bronzo, nonché vasellame in ceramica e bronzo. Tra i pezzi esposti, si segnalano l'askos Benacci, una tipologia di vasi assai rara utilizzata per contenere l'olio per le lucerne, e il "ripostiglio di San Francesco" ovvero il deposito di una fonderia, costituito da un grande vaso (dolium) che conteneva oltre 14.000 pezzi di bronzo.

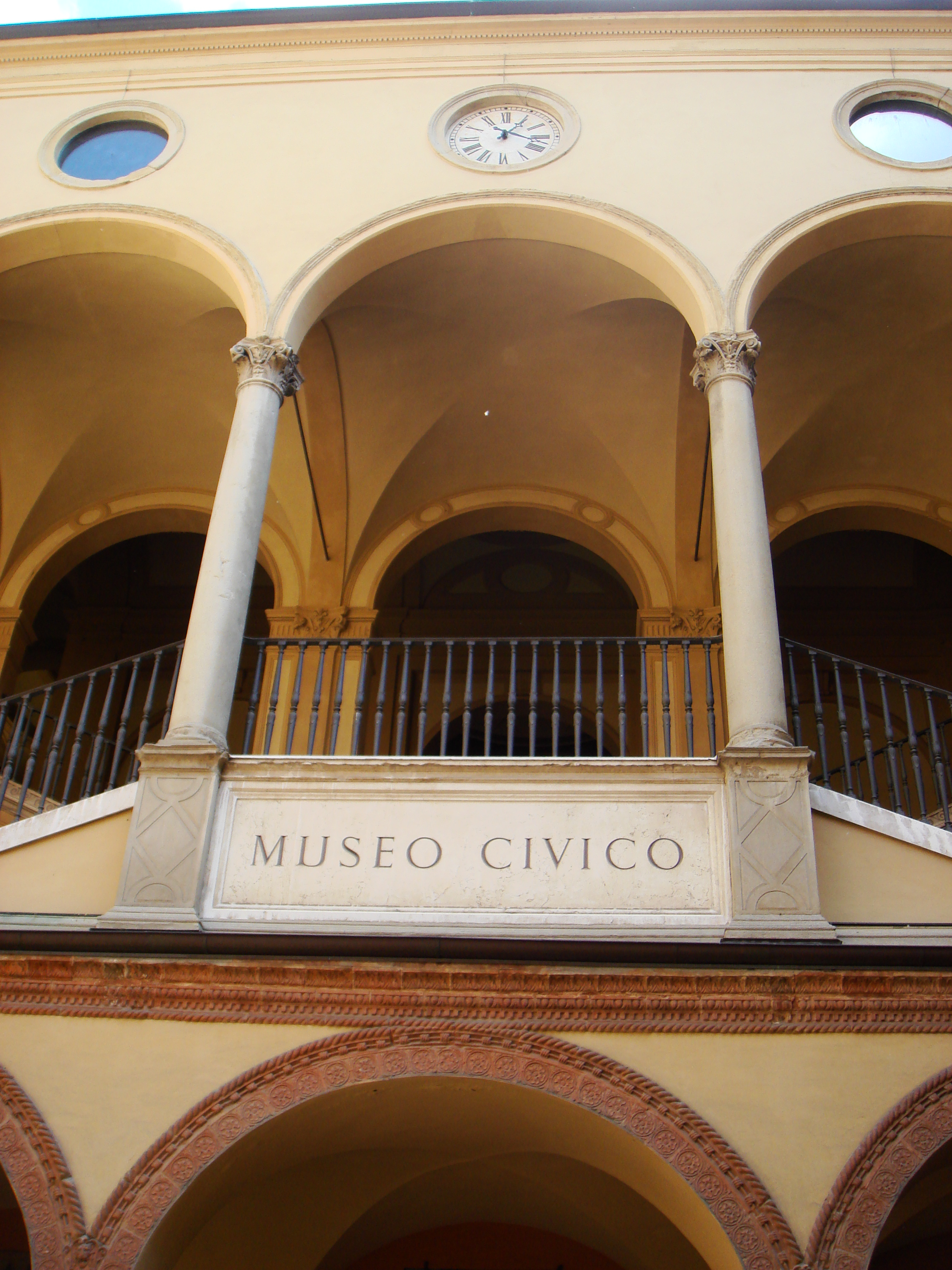
Particolare del cortile interno del museo

La fase urbana di Felsina (metà del VI secolo a.C. – inizio del IV secolo a.C.) è rappresentata prevalentemente da corredi tombali, fra i quali spiccano quelli della "Tomba grande" e della "Tomba dello sgabello" provenienti dalla ricca necropoli dei Giardini Margherita, con pregiati vasi di importazione greca per il consumo del vino e oggetti di lusso, quali un grande candelabro o un sedile in avorio. Da ricordare anche la "Situla della Certosa", un raffinato recipiente in bronzo decorato con scene di vita militare, civile e religiosa.
Alla cultura villanoviana di Verucchio - il sito principale della Romagna della prima età del ferro - è dedicata una sala in cui è esposta una tomba principesca, caratterizzata da tavolini per offerte, vasellame, trono e poggiapiedi in legno, perfettamente conservati.

### La sezione gallica
La civiltà etrusca si concluse a Bologna all'inizio del IV secolo a.C. con l'invasione dei Celti (o Galli), che occuparono gran parte dell'Italia a nord degli Appennini e le Marche. Nel bolognese si stanziò la tribù dei Boi. La sezione espone i corredi più significativi delle necropoli galliche del bolognese, caratterizzati dalla presenza di armi in ferro di tradizione transalpina e dall'uso del vasellame da banchetto di fabbricazione etrusca.

### Il lapidario

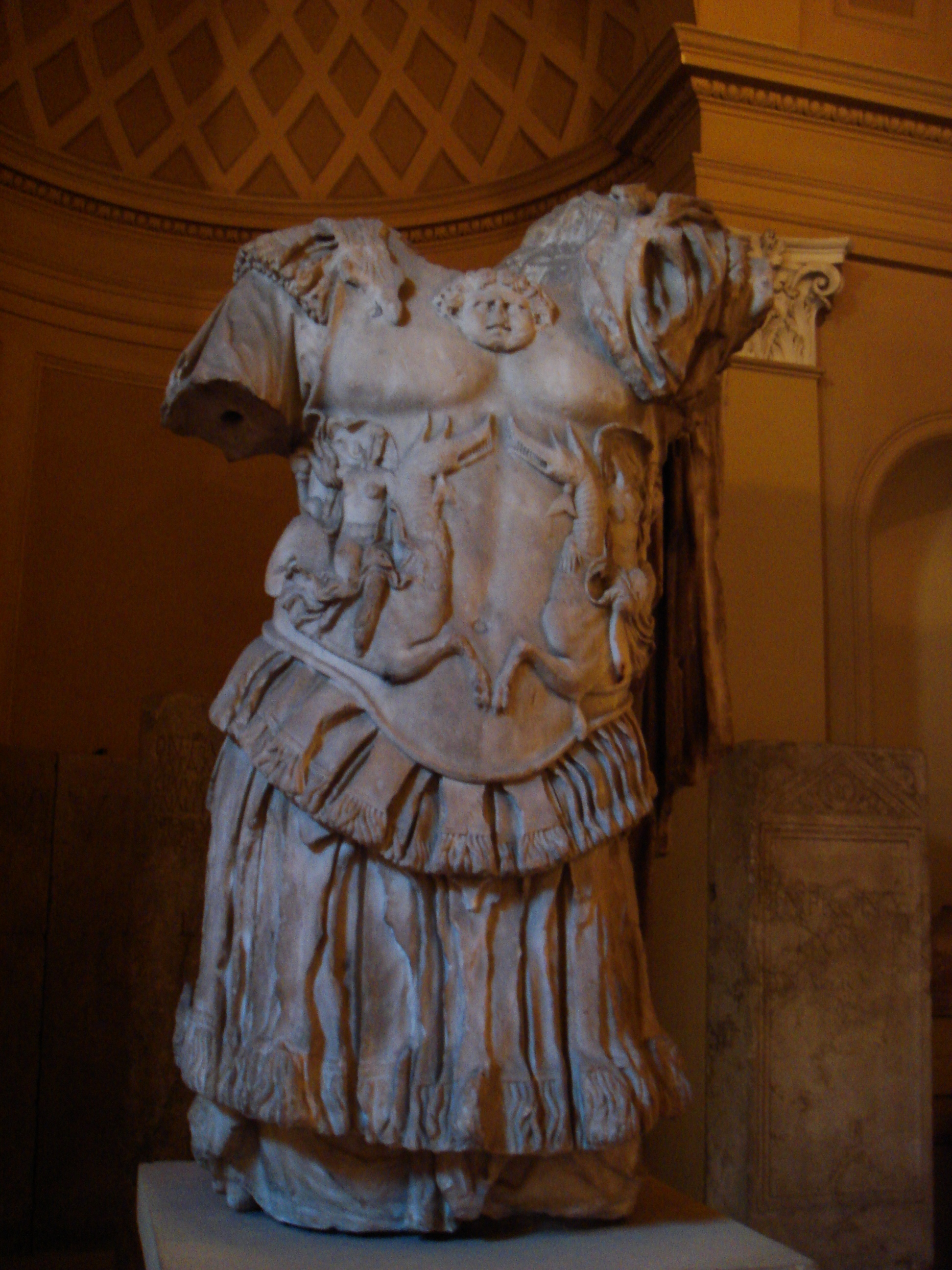
Il torso loricato attribuito a Nerone proveniente dal teatro romano di Bononia, I sec. d.C.

Comprende soprattutto lapidi sepolcrali romane provenienti dalla città e della provincia databili tra la metà del I secolo a.C. e la metà del II secolo d.C. Di particolare interesse la statua con corazza dell'imperatore Nerone (metà del I secolo d.C.) rinvenuta nel XV secolo in Piazza de' Celestini, già sede del teatro romano della città. Nel cortile è presente anche una serie di pietre miliari della via Emilia.

### La collezione greca
In questa sala è esposto il reperto maggiormente rappresentativo della Collezione Palagi risalente all'antica greca: la testa dell'Atena Lemnia, copia in marmo di età augustea da una statua di bronzo eseguita da Fidia nel V secolo a.C.; anche gli altri reperti in marmo esposti nella sala sono in gran parte rielaborazioni romane di originali greci. Molto ricca è la raccolta di ceramiche greche, per lo più di fabbricazione attica, insieme a numerosi esemplari di fabbrica magnogreca. Pregevole è pure la raccolta di gemme antiche e moderne e di oreficerie. Due postazioni informatiche sono a disposizione per la consultazione della banca dati relativa alla sezione.

### La collezione etrusco-italica
Raccoglie reperti provenienti dall'Italia centrale: di particolare interesse sono i buccheri, gli specchi etruschi a rilievo e incisi, e le urne etrusche in terracotta e marmo.

### La collezione romana
La collezione romana comprende una ricca raccolta di vasellame di vetro, di bronzetti figurati e di instrumentum domesticum: chiavi, fibule, aghi, cucchiai, campanelli, pesi, bilance, vasellame. Pregevole la serie di avori paleocristiani (dittici e pissidi), decorati da motivi sacri e profani (V secolo d.C.). Le sculture in marmo comprendono rilievi, statue, ritratti pubblici e privati, documenti dell'attività delle botteghe romane di età imperiale.

### La collezione egizia

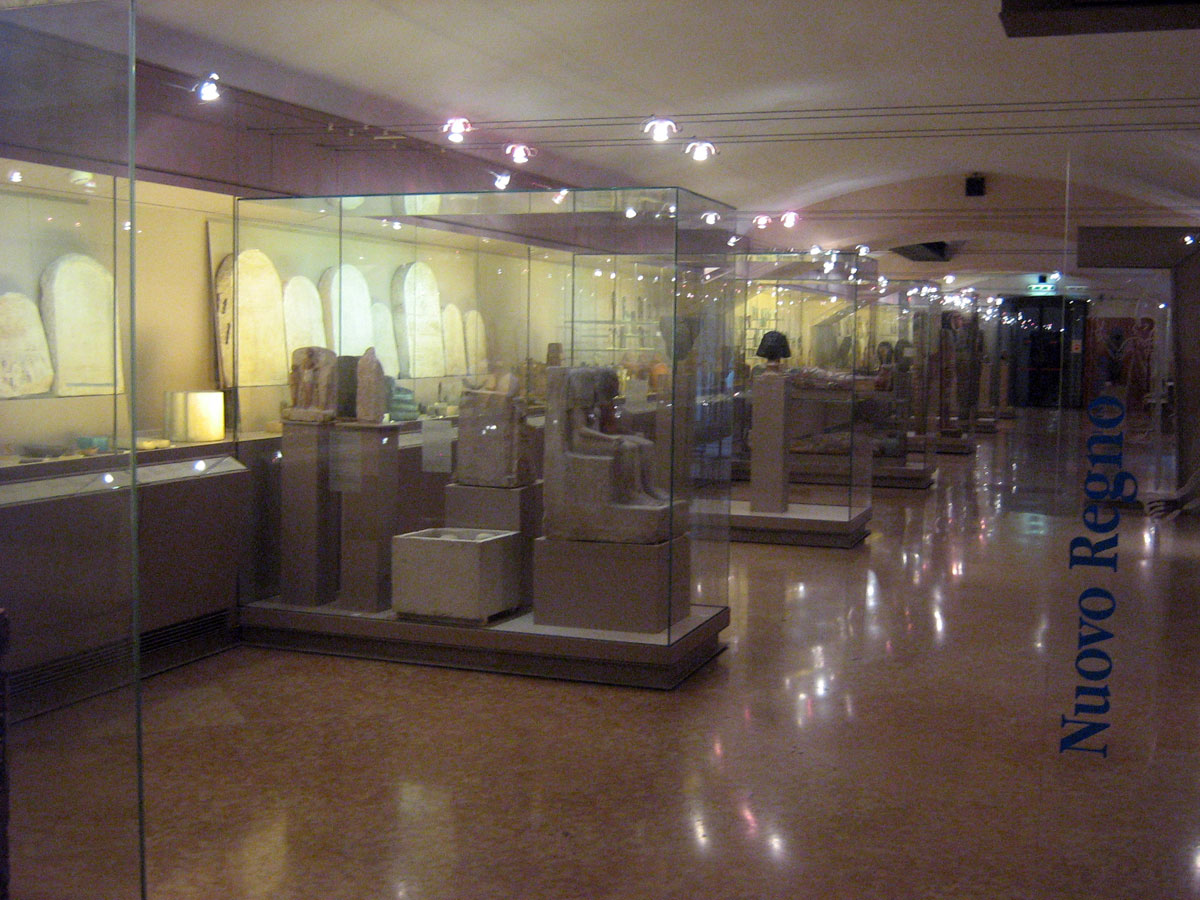
La collezione egizia

La collezione egizia del museo è una fra le più importanti d'Europa, ricca di più di 3500 oggetti, tra cui sarcofagi, stele e ushabti che documentano tremila anni di civiltà. Il moderno allestimento suggerisce un percorso di tipo cronologico, a partire dall'Antico Regno fino all'epoca tolemaica, con sezioni di approfondimento su tematiche di particolare interesse, quali il corredo funerario, la scrittura e gli amuleti. Tra i reperti più importanti spiccano i rilievi provenienti dalla tomba di Horemheb a Saqqara (XIII secolo a.C.), monumento riscoperto da scavi recenti, cui è dedicato un video in computer-grafica.

### La collezione numismatica
Il Museo archeologico vanta anche un'ampia collezione numismatica composta da circa 100 000 esemplari di monete, medaglie e conii. Tra le sezioni più significative si segnalano il consistente nucleo delle monete romane di età repubblicana e imperiale, la raccolta delle monete delle zecche italiane e il nucleo delle medaglie papali. La banca dati della raccolta, non esposta al pubblico, è consultabile su appuntamento presso il museo.

### La gipsoteca

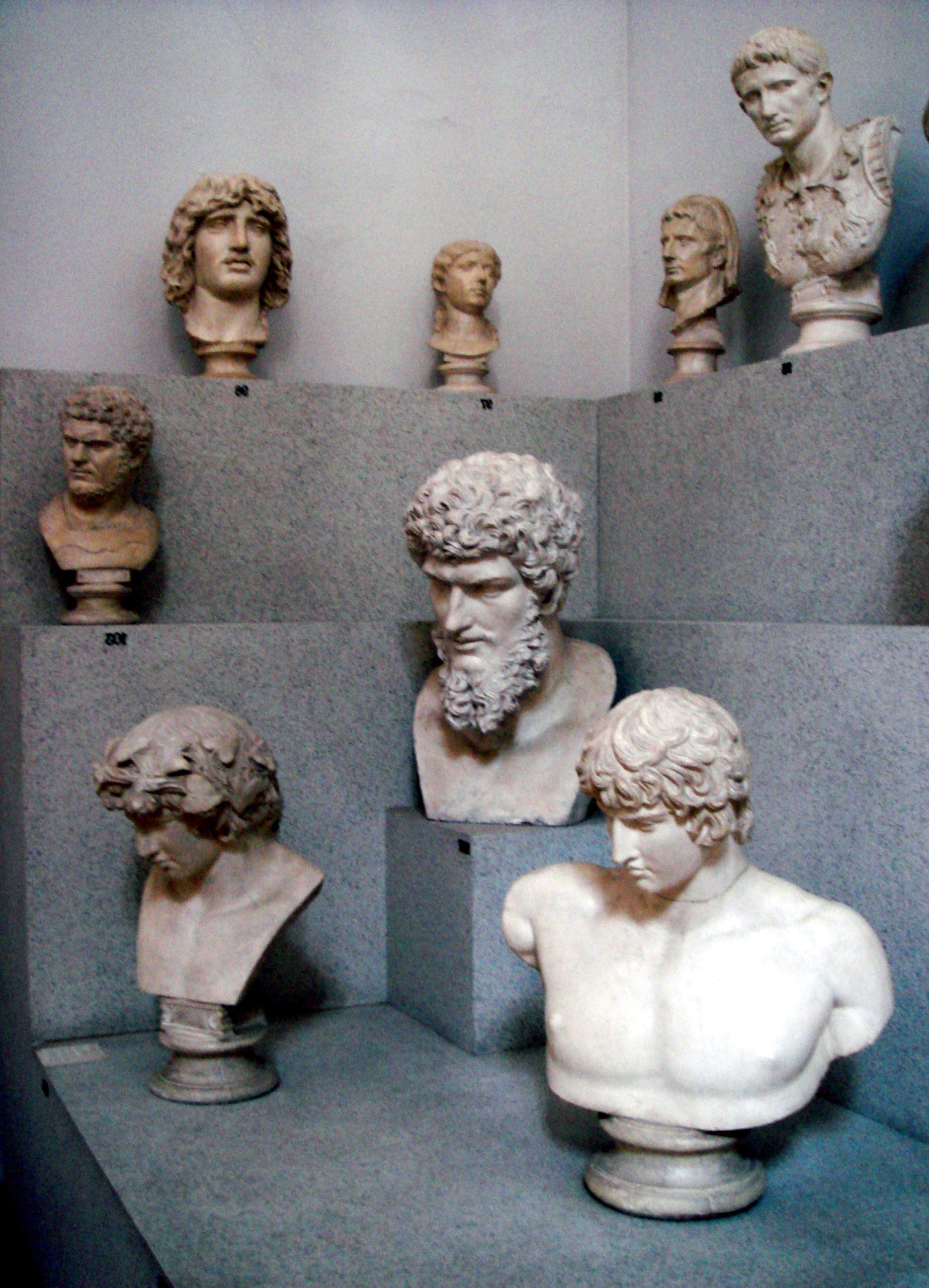
Busti in gesso nella gipsoteca

Una raccolta di copie in gesso di celebri sculture greche e romane.

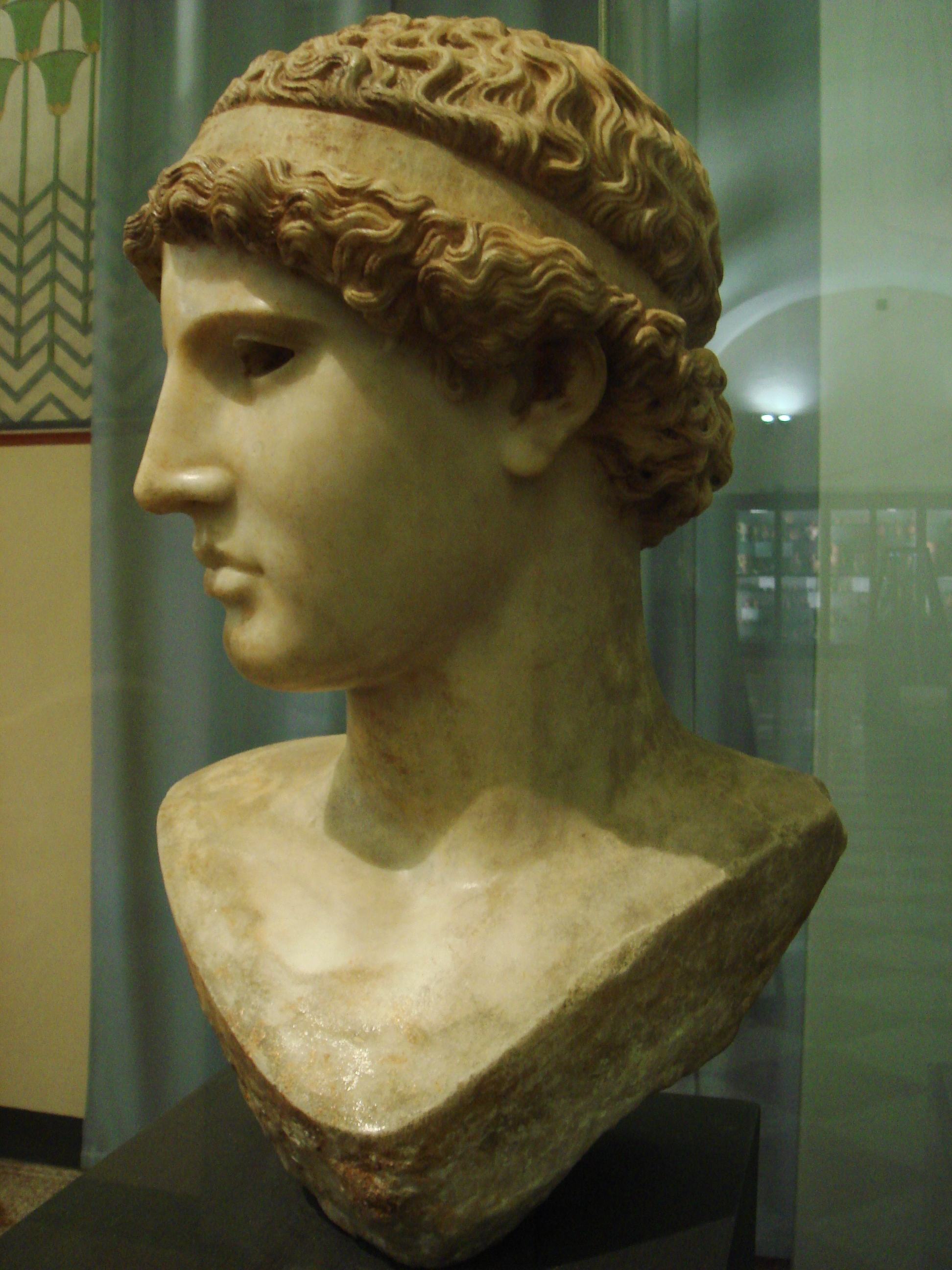
Testa di Atena Lemnia
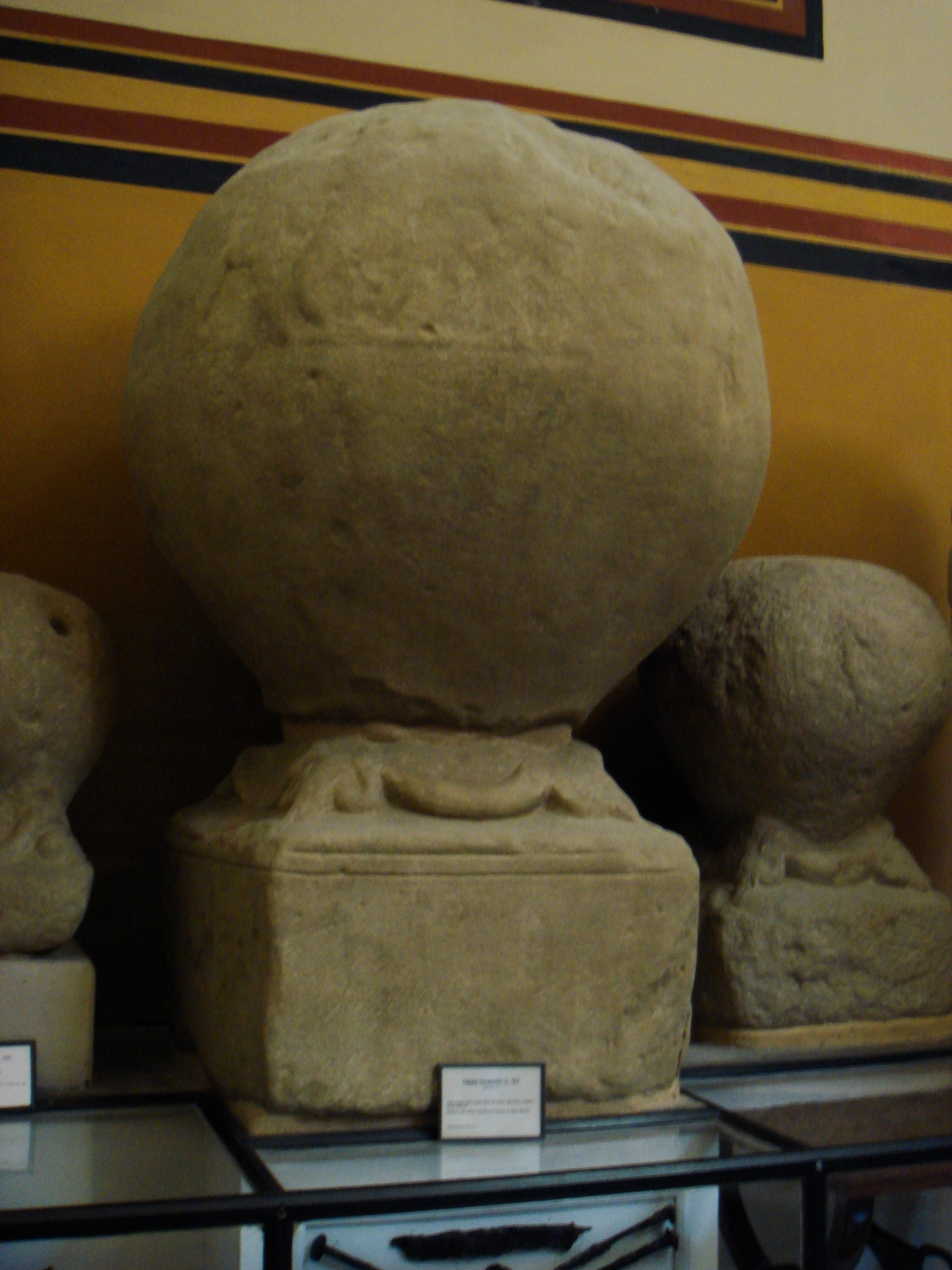
Cippo funerario
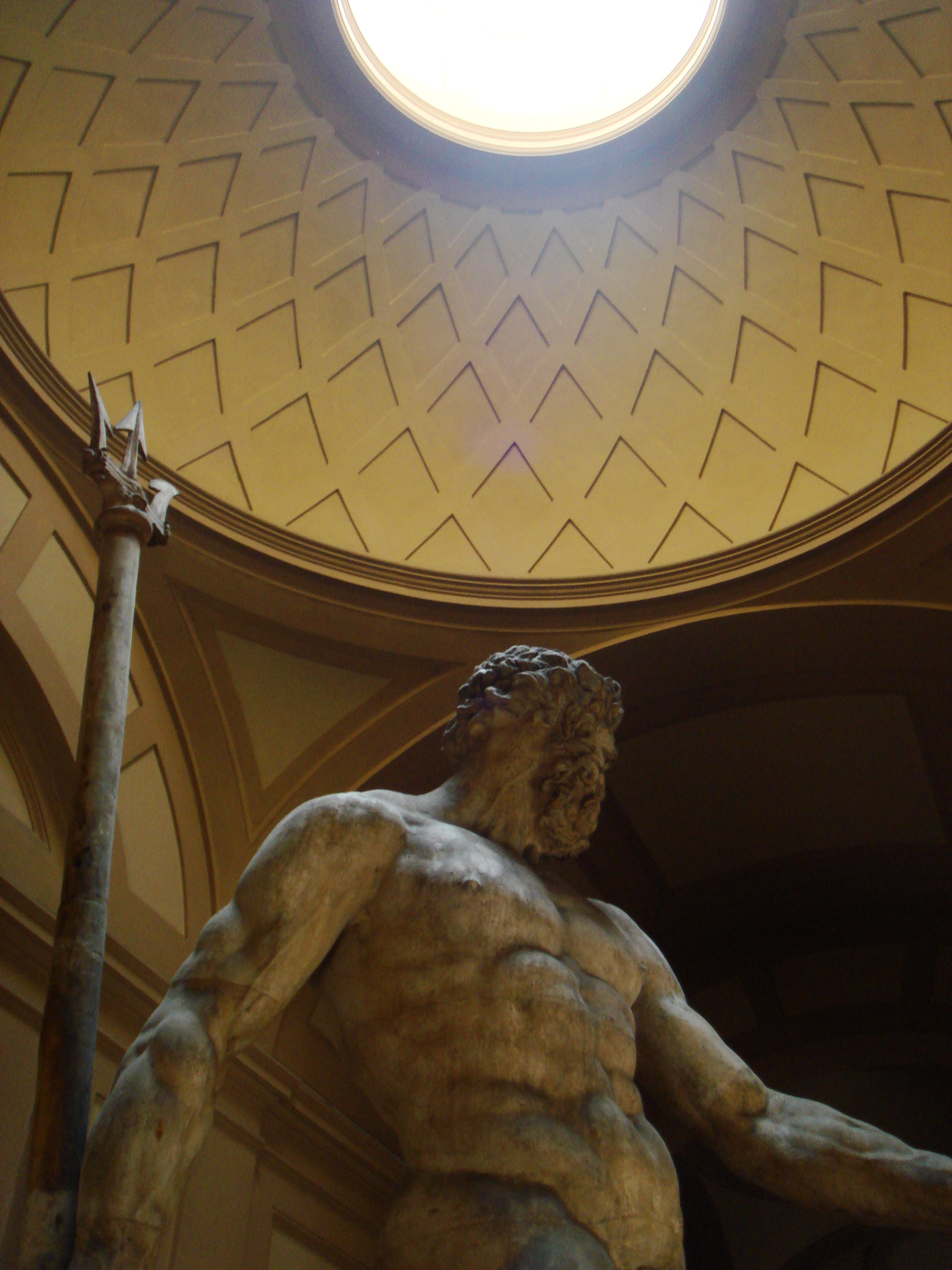
Copia della statua del Nettuno
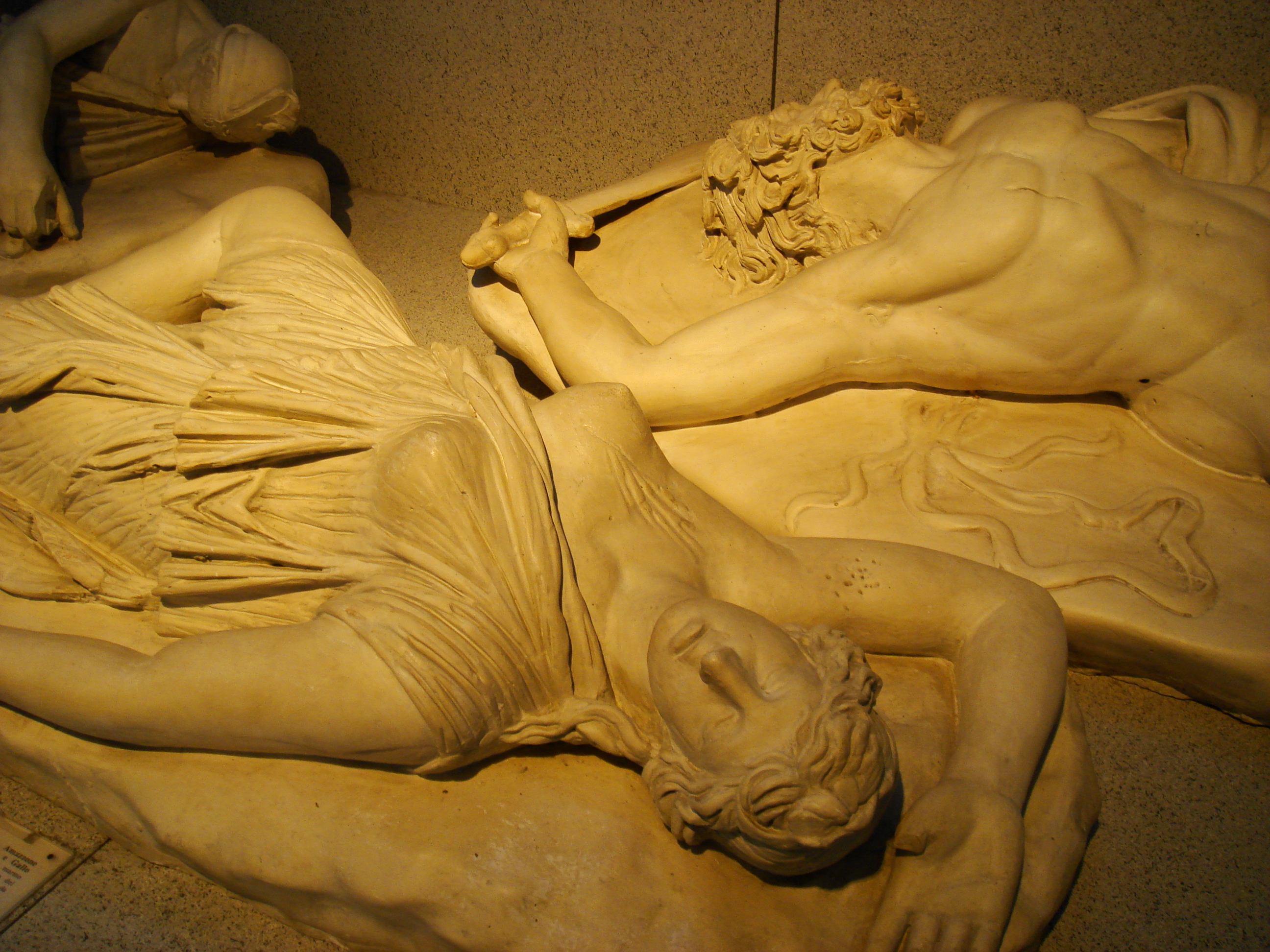
Copie di Galati ed Amazzoni morenti nella gipsoteca; le originali, parte della Collezione Farnese, sono conservate al Museo archeologico nazionale di Napoli
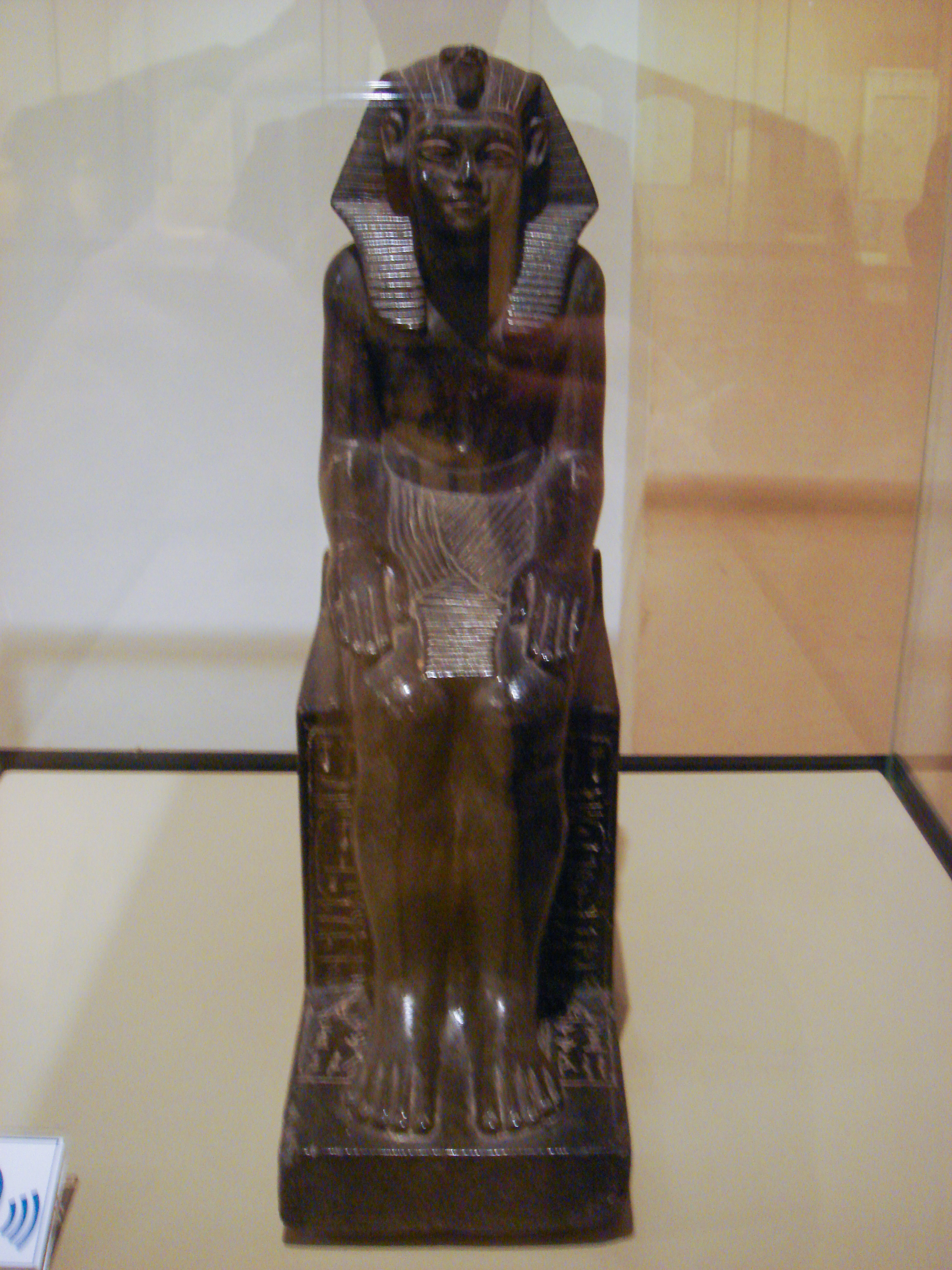
Statua di Neferhotep I
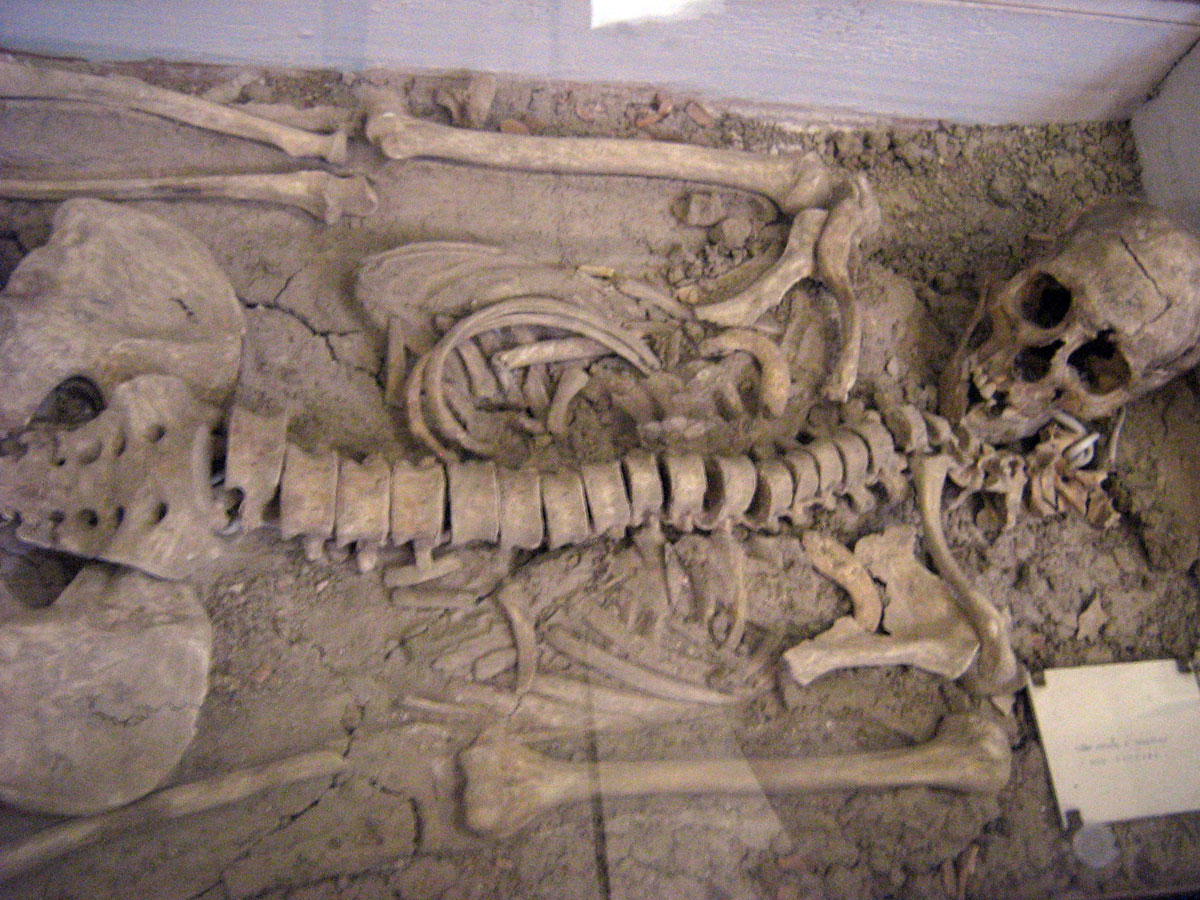
Tomba etrusca
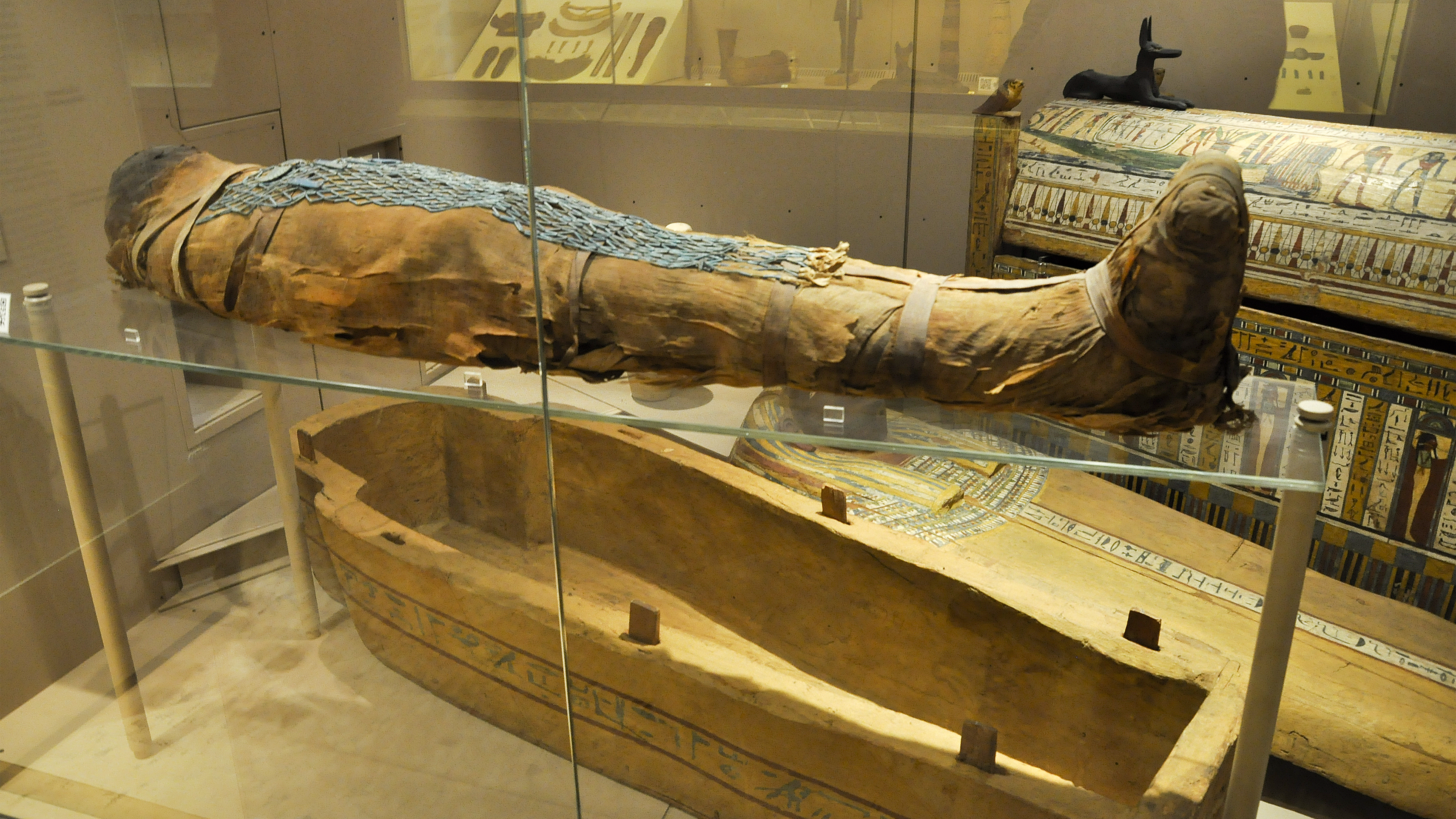
La mummia di Usai, figlio di Nehket, XXVI dinastia, parte della collezione egizia.

## Servizi
Il museo è dotato di: sezione didattica, biblioteca specializzata con sala di lettura, archivio storico (consultabile su appuntamento), archivio fotografico (consultabile su appuntamento o tramite richiesta scritta), laboratorio di restauro, accesso per i disabili, sale per esposizioni temporanee, sala conferenze e libreria.